# Dampier
Dampier är en ort i Australien. Den ligger i kommunen Roebourne och delstaten Western Australia, omkring 1 300 kilometer norr om delstatshuvudstaden Perth.
Närmaste större samhälle är Nickol, omkring 13 kilometer sydost om Dampier. 
Trakten runt Dampier är nära nog obefolkad, med mindre än två invånare per kvadratkilometer. Stäppklimat råder i trakten. Genomsnittlig årsnederbörd är 409 millimeter. Den regnigaste månaden är januari, med i genomsnitt 148 mm nederbörd, och den torraste är augusti, med 1 mm nederbörd.